# Provincia di Sidi Bel Abbès
La provincia di Sidi Bel Abbes (in arabo ولاية سيدي بلعباة) è una delle 58 province dell'Algeria. Prende il nome dal suo capoluogo Sidi Bel Abbes. Altre località importanti della provincia sono Tessala, Sidi Ali Benyoub e Sidi-Brahim.

## Popolazione
La provincia conta 604.744 abitanti, di cui 305.130 di genere maschile e 299.614 di genere femminile, con un tasso di crescita dal 1998 al 2008 dell'1.4%.

## Geografia antropica

### Suddivisioni amministrative
La provincia è suddivisa in 15 distretti (daïras), a loro volta suddivisi in 53 municipalità.

1. Distretto di Aïn El Berd • 2. Distretto di Ben Badis • 3. Distretto di Marhoum • 4. Distretto di Mérine • 5. Distretto di Mostefa Ben Brahim • 6. Distretto di Moulay Slissen • 7. Distretto di Ras El Ma • 8. Distretto di Sfisef • 9. Distretto di Sidi Ali Benyoub • 10. Distretto di Sidi Ali Boussidi • 11. Distretto di Sidi Bel Abbès • 12. Distretto di Sidi Lahcène • 13. Distretto di Télagh • 14. Distretto di Ténira • 15. Distretto di Téssala

| Distretto          | Comuni                                                               |
| ------------------ | -------------------------------------------------------------------- |
| Aïn El Berd        | Aïn El Berd · Makedra · Sidi Brahim · Sidi Hamadouche                |
| Ben Badis          | Ben Badis · Badredine El Mokrani · Chettouane Belaila · Hassi Zahana |
| Marhoum            | Marhoum · Bir El Hammam · Sidi Chaib                                 |
| Merine             | Merine · Oued Taourira · Tafissour · Taoudmout                       |
| Mostefa Ben Brahim | Mostefa Ben Brahim · Belarbi · Tilmouni · Zerouala                   |
| Moulay Slissen     | Moulay Slissen · Aïn Tindamine · El Haçaiba                          |
| Ras El Ma          | Ras El Ma · Oued Sebaa · Redjem Demouche                             |
| Sfisef             | Sfisef · Aïn Adden · Boudjebaa El Bordj · M'Cid                      |
| Sidi Ali Benyoub   | Sidi Ali Benyoub · Boukhanafis · Tabia                               |
| Sidi Ali Boussidi  | Sidi Ali Boussidi · Aïn Kada · Lamtar · Sidi Daho des Zairs          |
| Sidi Bel Abbes     | Sidi Bel Abbes                                                       |
| Sidi Lahcene       | Sidi Lahcene · Amarnas · Sidi Khaled · Sidi Yacoub                   |
| Telagh             | Telagh · Dhaya · Mezaourou · Teghalimet                              |
| Tenira             | Tenira · Benachiba Chelia · Hassi Dahou · Oued Sefioun               |
| Tessala            | Tessala · Aïn Thrid · Sehala Thaoura                                 |